# Schmirchau

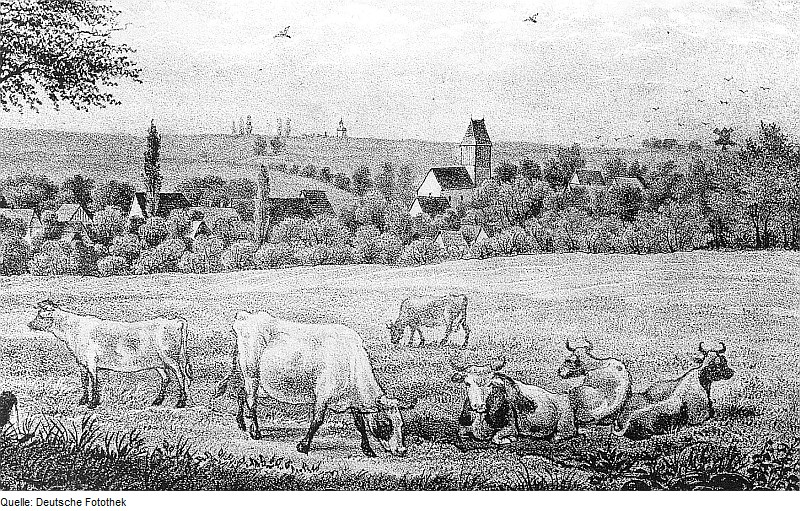
Alte Ortsansicht

Schmirchau war ein Ortsteil der Stadt Ronneburg im heutigen Landkreis Greiz in Thüringen. Es ist durch den Uran-Abbau der SDAG Wismut wüstgefallen.

## Geschichte
Am 18. März 1237 wurde das Dorf Schmirchau erstmals urkundlich erwähnt. Der Ortsteil lag 20 Gehminuten von der Stadt entfernt. Durch die Gemarkung floss ein kleiner Bach. 1948 wohnten im landwirtschaftlich geprägten Dorf 365 Einwohner in 38 Häusern. Die Eingemeindung nach Ronneburg wurde am 1. Juli 1950 wirksam.

## Erkundungsarbeiten
- Sie begannen 1950. Ausgangsort war das Dorf Schmirchau.
- 1951 wurde die Schachtverwaltung im Ort gebildet. Zwei Gehöfte und die Gastwirtschaft wurden dazu benötigt. Besitzer und Anwohner sollten ihre Grundstücke freiwillig verkaufen, wenn nicht, wurden sie mit Gesetzeskraft gebeugt. Die Preise waren minimal.
- 1954 kam es zu weiteren Aussiedlungen und der Friedhof wurde nach Ronneburg überführt. Danach erfolgte die völlige Räumung des Ortes.
- Entdeckung des Erzvorkommens nahe der Oberfläche und Aufschluss des Tagebaus. Am ehemaligen Standort Schmirchau entsteht Europas tiefster Tagebau mit 240 Metern. Weitere 20 Jahre war der Abbau untertägig.
- Mit dem Abraum entstand die sogenannte Schmirchauer Höhe.

## Zeitzeuge
Zeitzeuge ist der Gedenkstein mit Erinnerungstafeln am ehemaligen Zentrum des Dorfes.